# Louis Marie Cordonnier

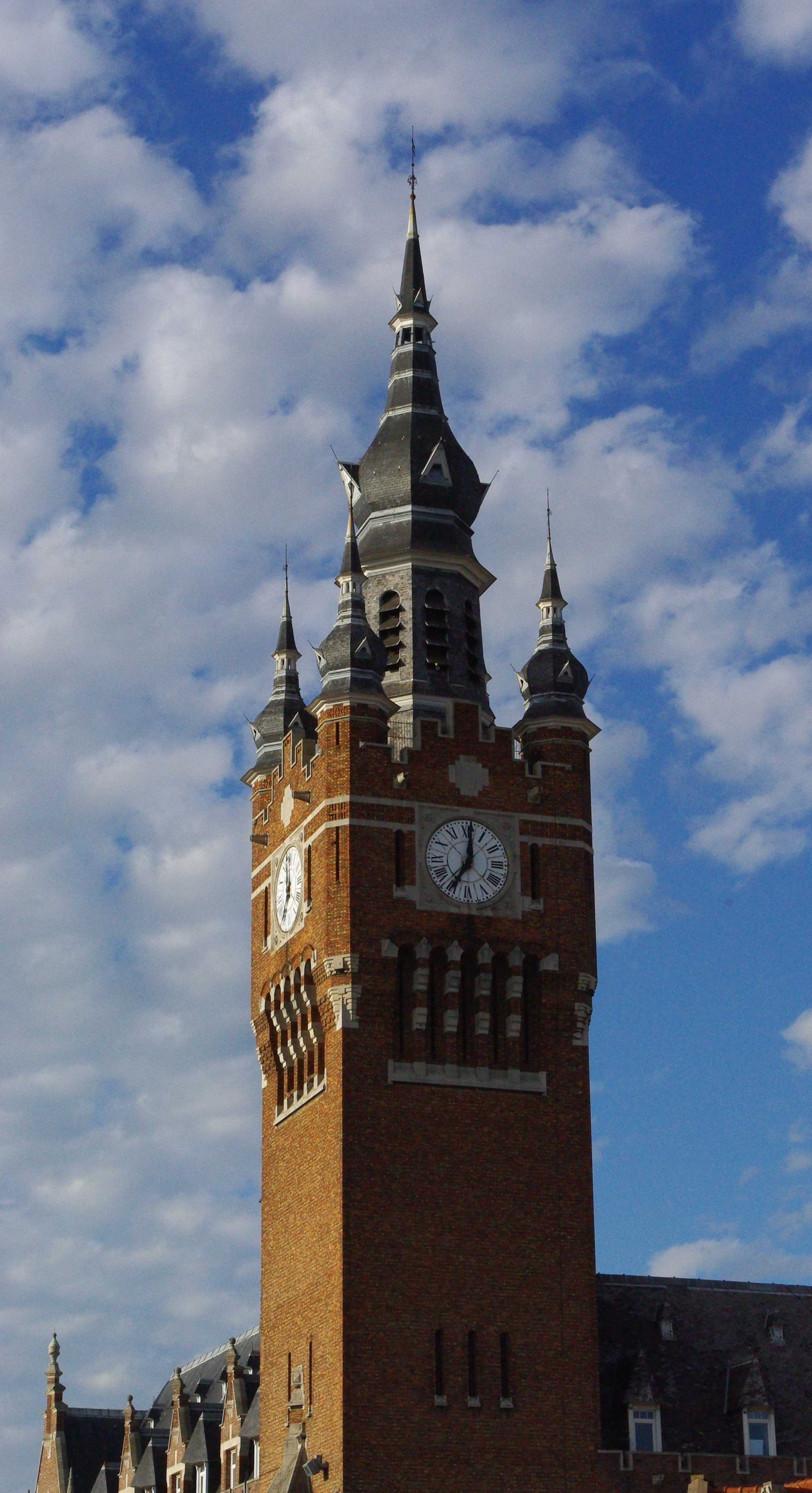
Belfry, Armentières

Louis Marie Cordonnier (Haubourdin, 7 luglio 1854 – Peyrillac, 20 novembre 1940) è stato un architetto francese.

## Biografia
Figlio dell'architetto Jean-Baptiste Cordonnier (1820–1902), il suo progetto più celebre è quello del Palazzo della Pace a L'Aja, sede della Corte internazionale di giustizia, realizzato dopo aver vinto un controverso bando cui partecipò, tra gli altri, anche Otto Wagner.

## Galleria d'immagini

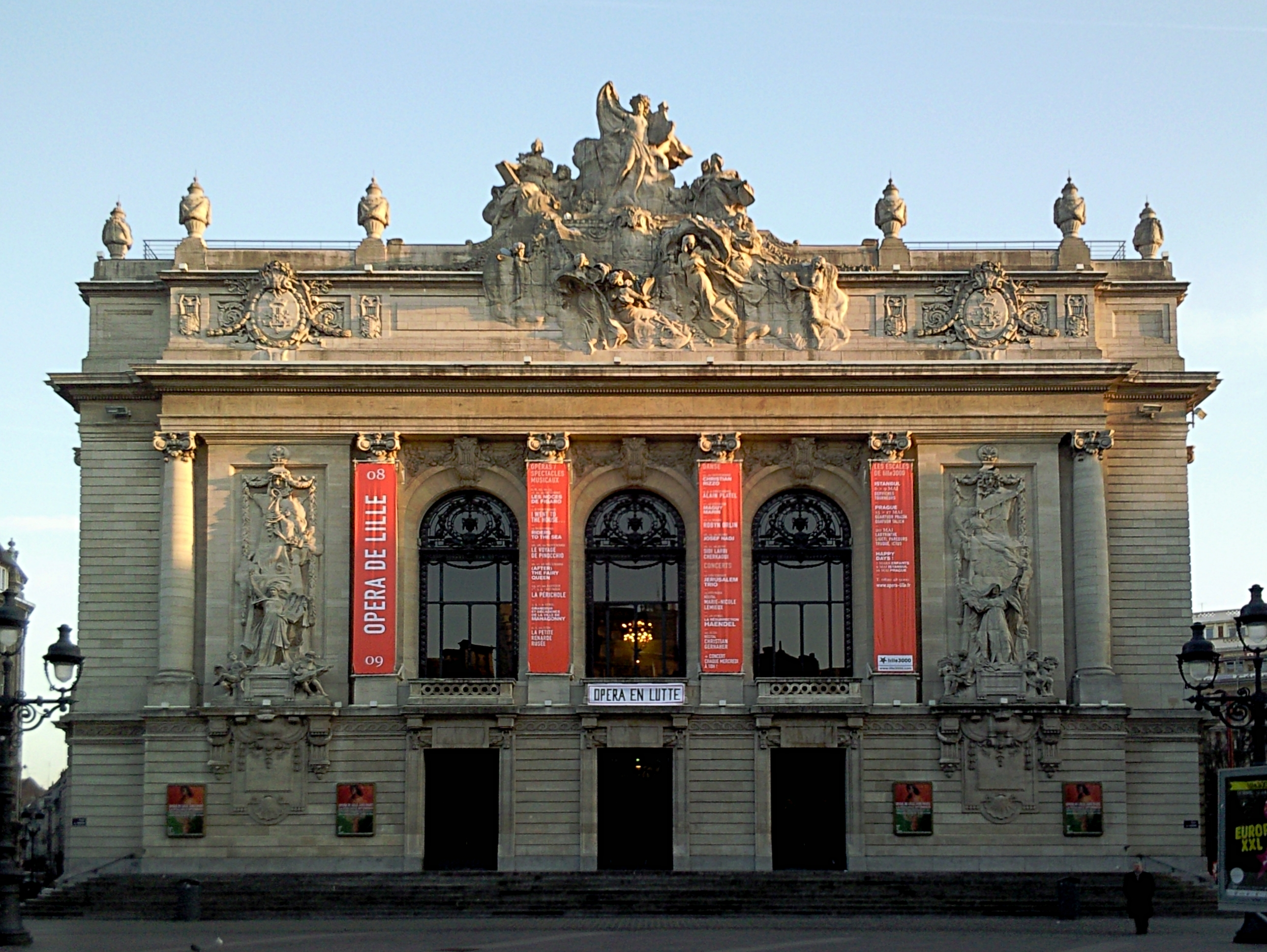
Opera di Lille
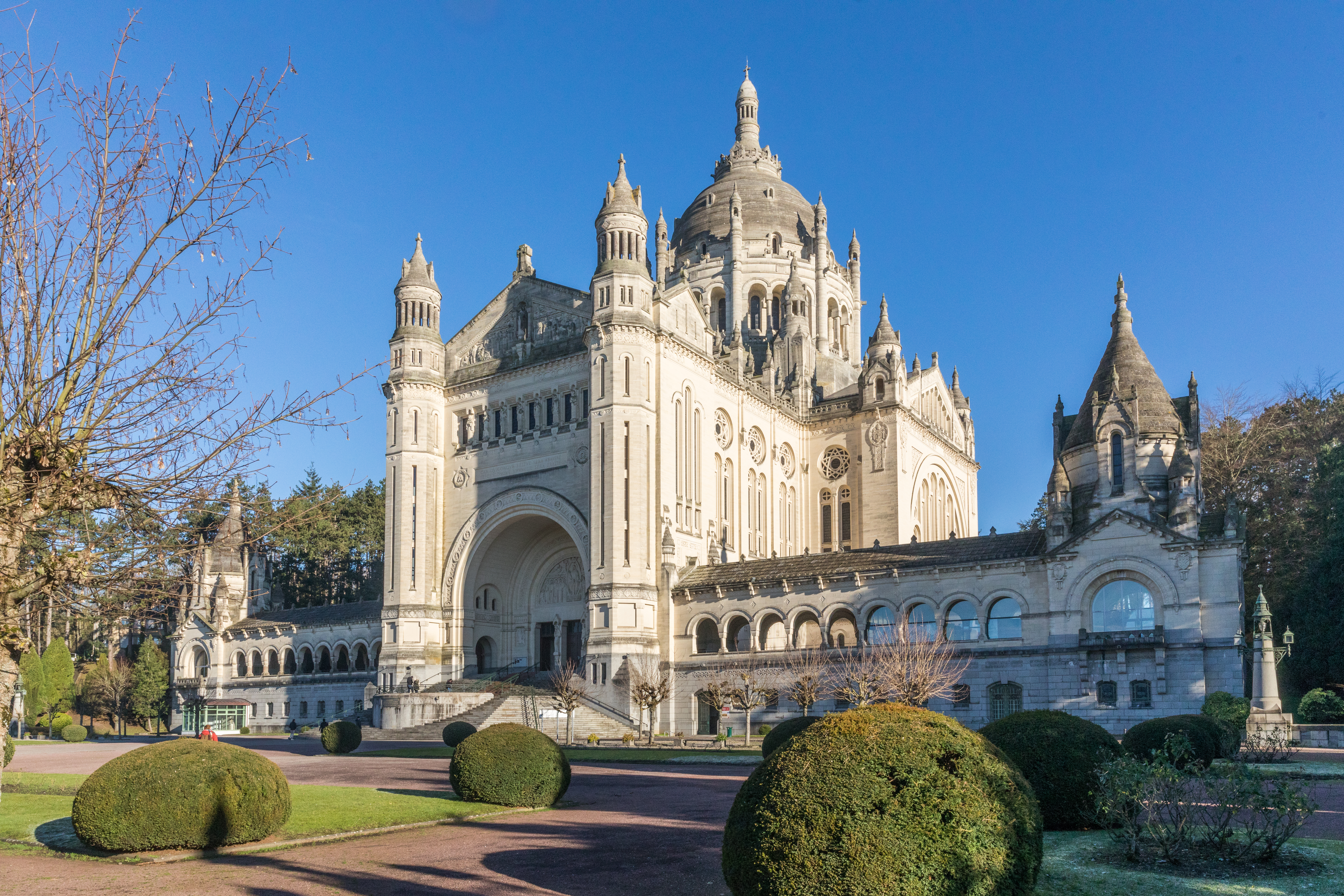
Basilica di S. Teresa, Lisieux
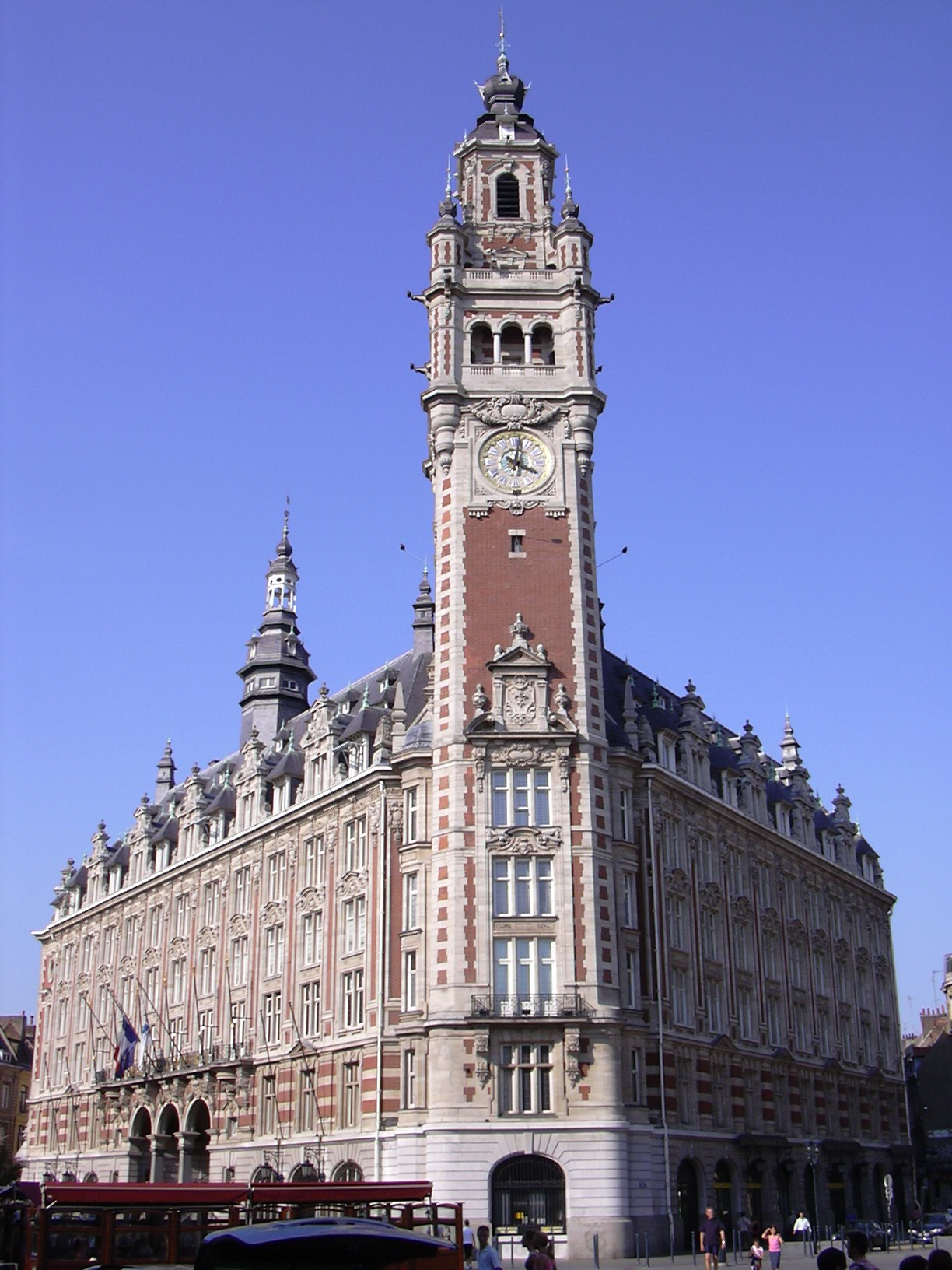
Camera di commercio di, Lille
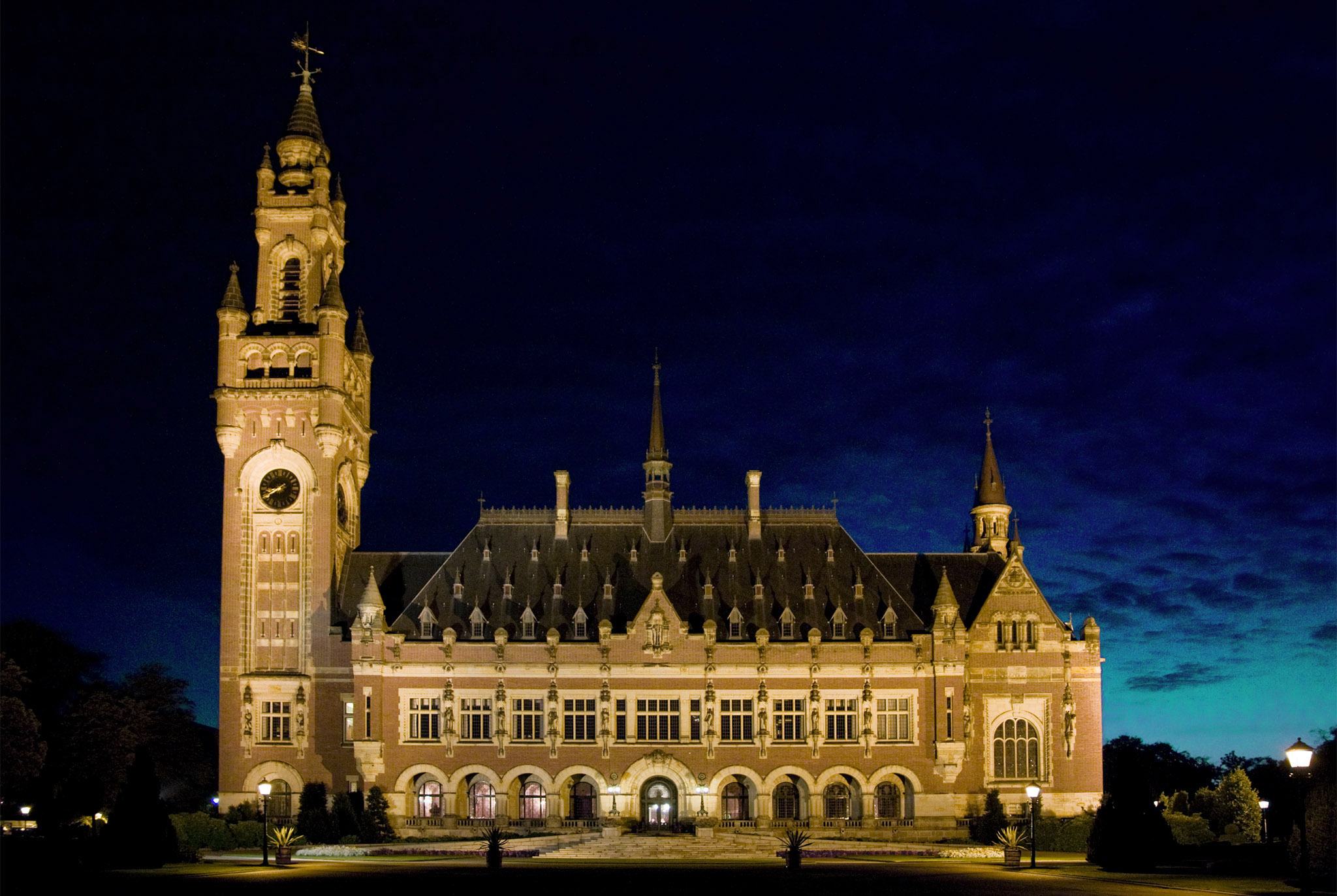
Palazzo della Pace a L'Aja
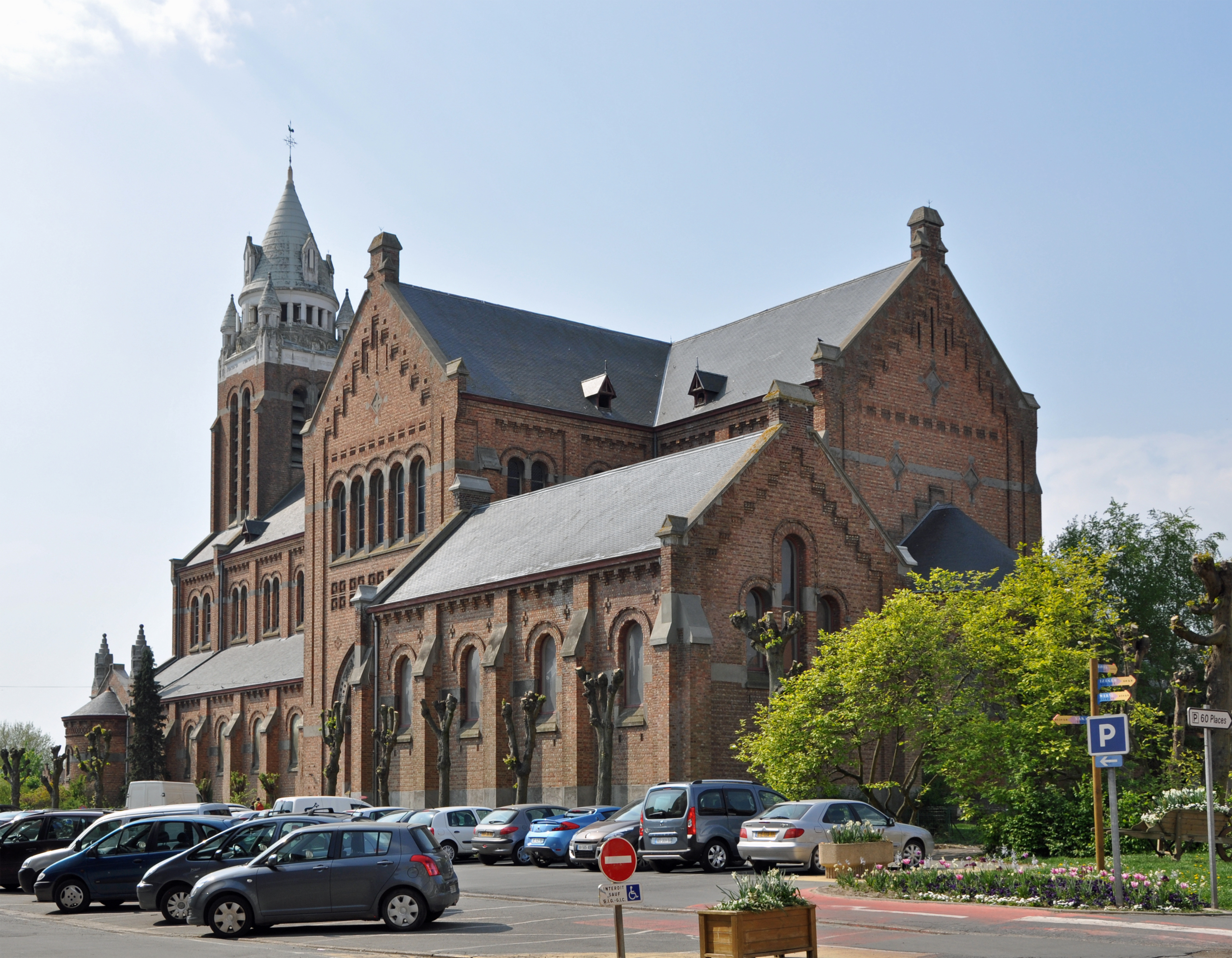
Chiesa di S. Vaast, Bailleul